# Fortunata i Jacinta
Fortunata i Jacinta (hiszp. Fortunata y Jacinta) – hiszpański serial z 1980 roku.

## Obsada
- Ana Belén – Fortunata
- Maribel Martín – Jacinta
- Mario Pardo – Maximiliano Rubín